# Wolffskeel (Adelsgeschlecht)

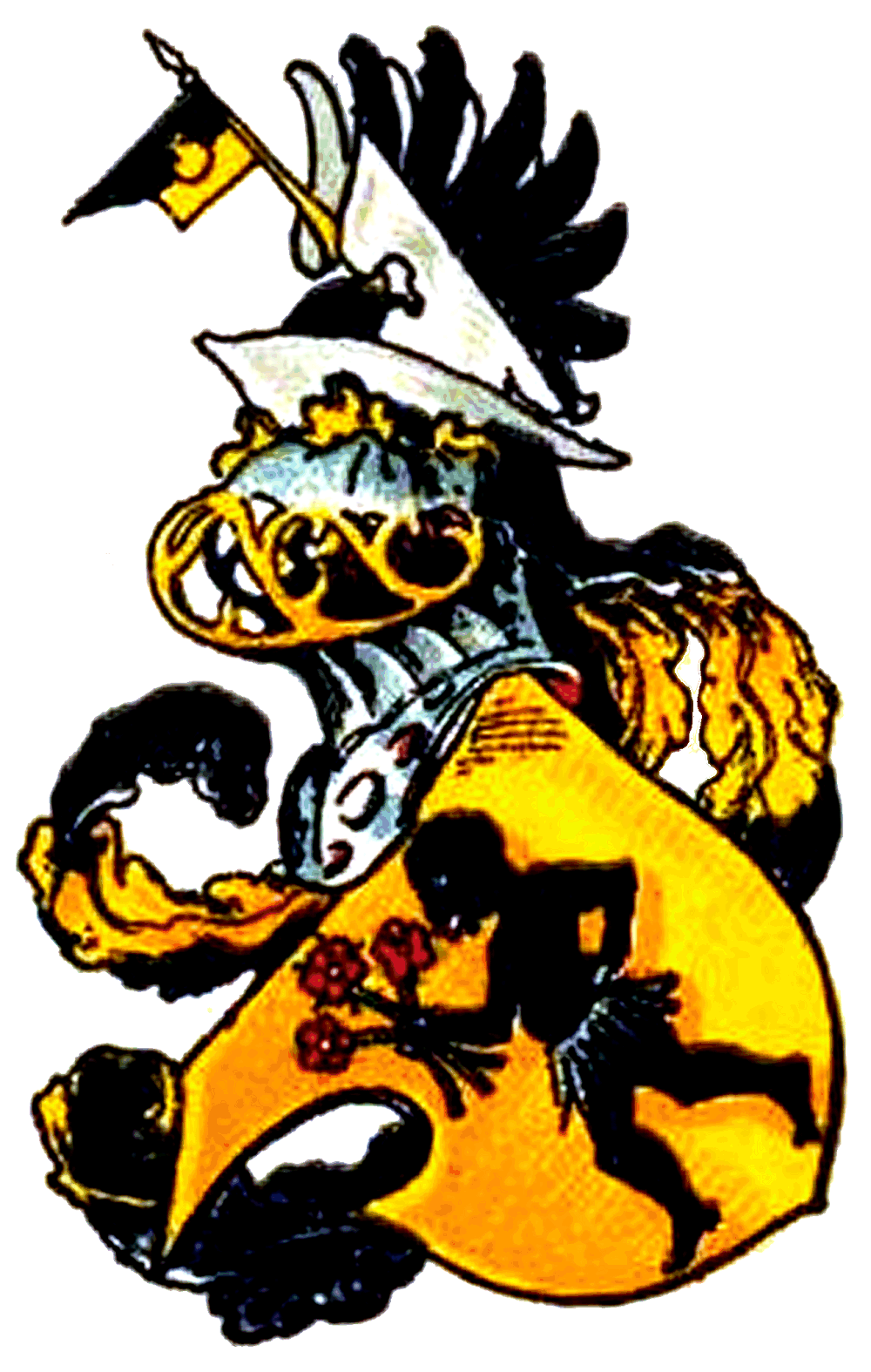
Wappen derer von Wolffskeel

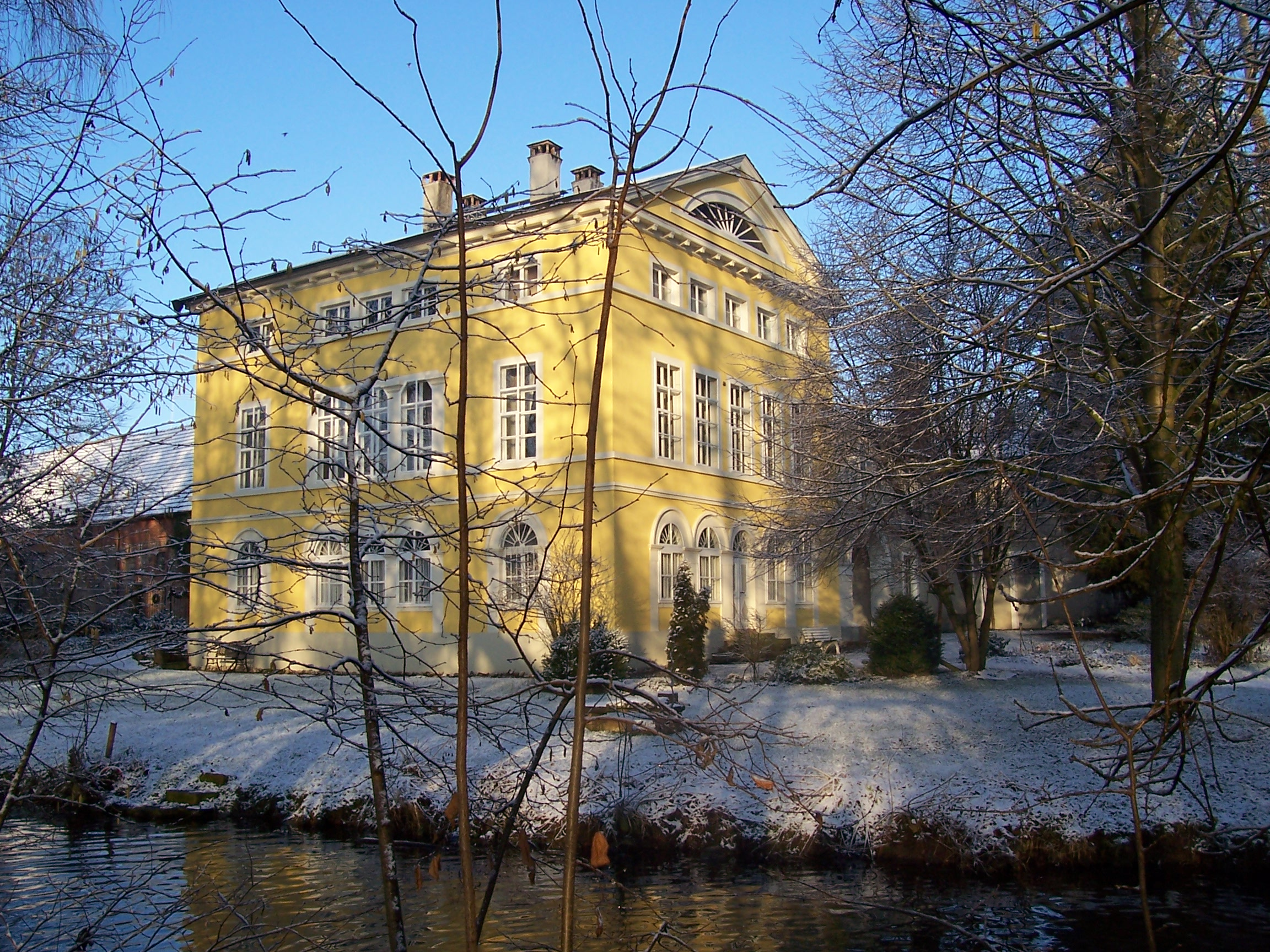
Schloss Uettingen, Sitz der Grafen Wolffskeel v. Reichenberg

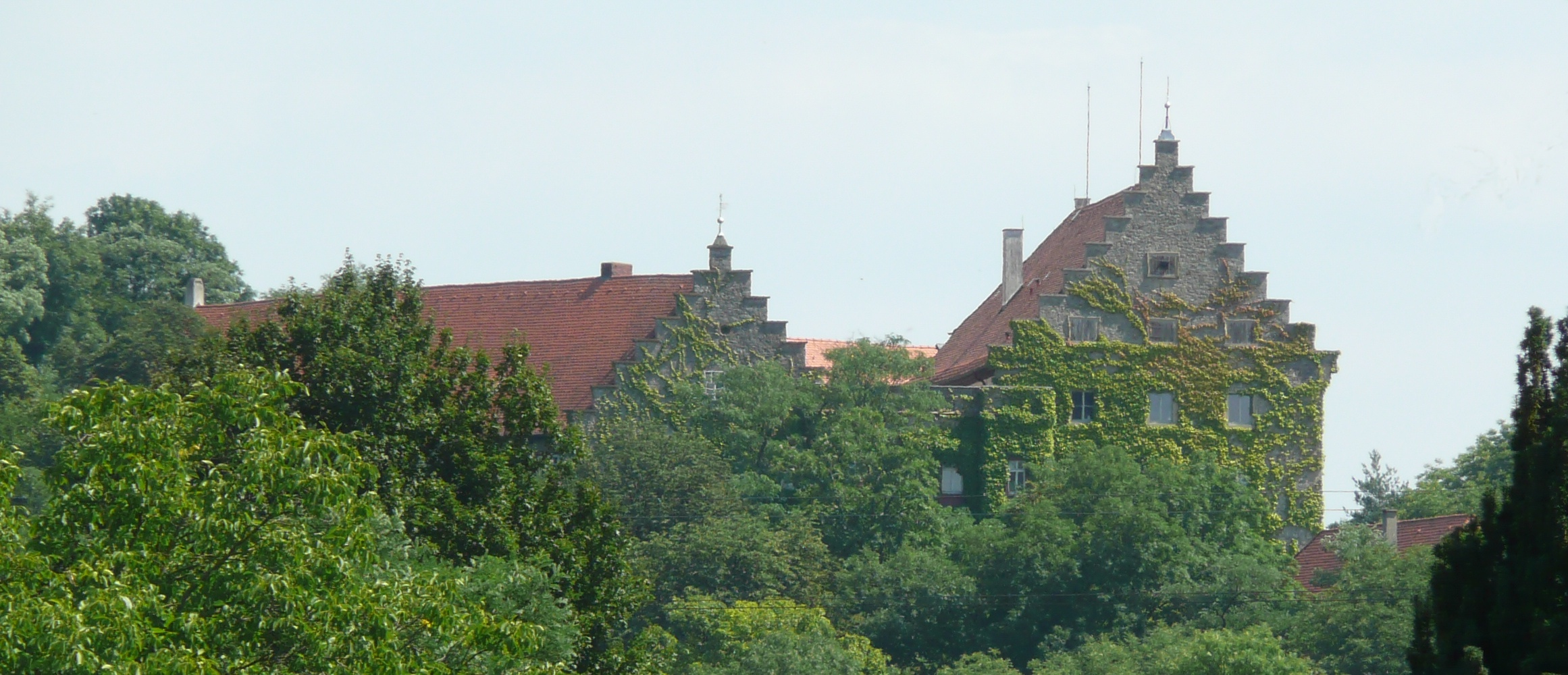
Schloss Reichenberg, wurde 1376 von der Familie erworben

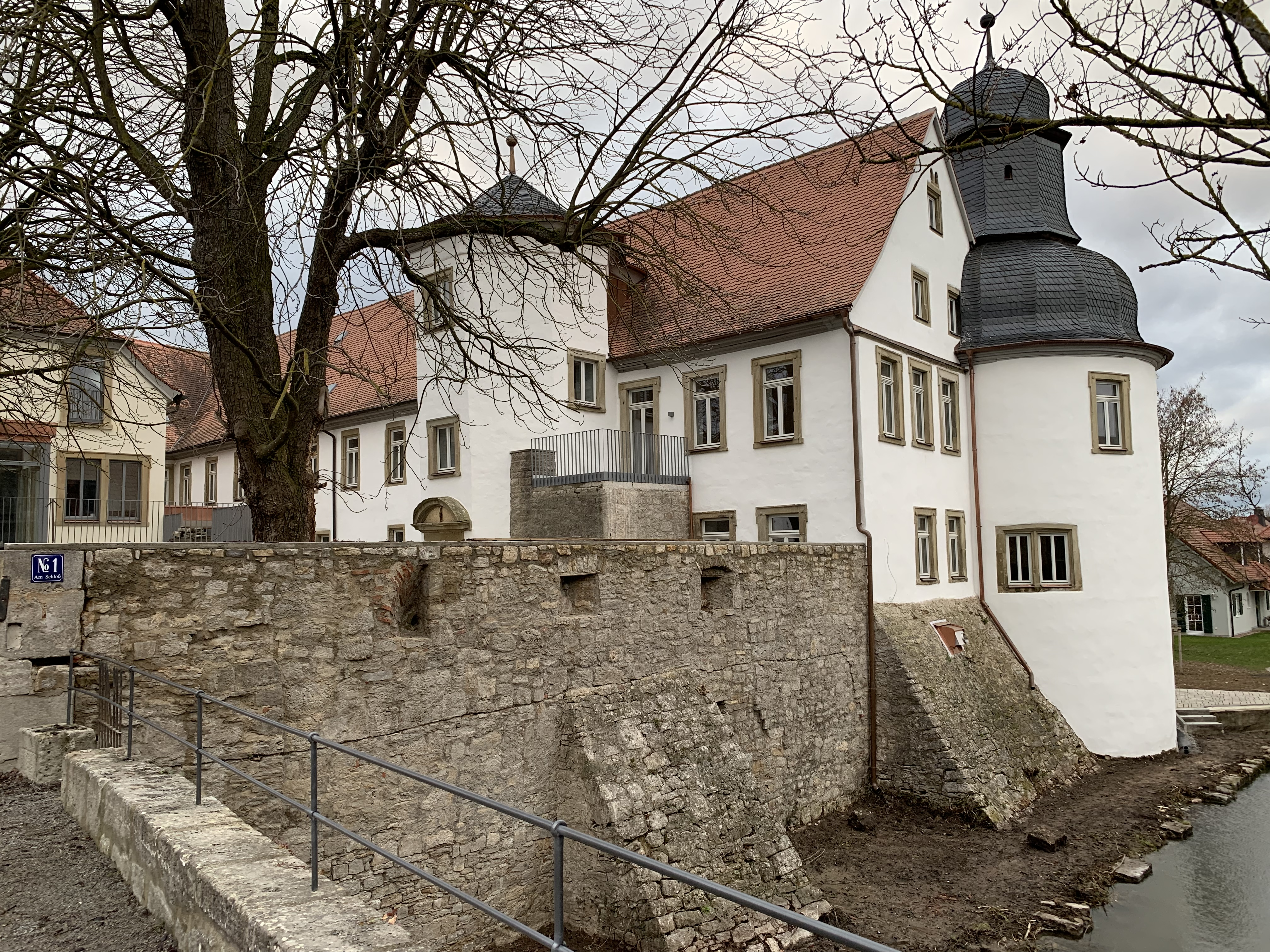
Unteres Schloss in Rottenbauer, Sitz der ausgestorbenen Rottenbaurer Linie

Die Familie der Grafen Wolffskeel von Reichenberg gehört dem fränkischen Uradel an.

## Geschichte
Die Familie tritt urkundlich erstmals um das Jahr 1170 in Erscheinung, als Heinricus Wolfskele de Grumbach in einer Urkunde der Äbtissin von Kitzingen als Zeuge testiert. Im Jahr 1219 testiert Heinrichus Wolviskele neben anderen Ministerialen des Bistums Würzburg. Ritter Otto I. von Wolfskeel tritt ab 1232 in zahlreichen Urkunden in Würzburg in Erscheinung; er war bischöflicher Burgmann auf der Festung Marienberg in Würzburg und 1237 auch Schultheiß der Stadt Würzburg.
Die davor liegenden Ursprünge der Familie sind ungewiss. Ein Zusammenhang mit den hessischen Herren von Wolfskehlen konnte bisher nicht nachgewiesen werden. Biedermann bezeichnet als Stammvater der fränkischen Wolfskeels einen Eberhard Wolfskeel, der bereits im Jahr 930 gelebt haben soll.
Eine Linie der Wolfskeel stellte die Familie von Grumbach dar, die sich zunächst „Wolfskeel von Grumbach“, später jedoch nur noch „von Grumbach“ nannte.
1376 erwarb Ritter Eberhard von Wolfskeel Schloss Reichenberg bei Würzburg.
Bis zur Mitte des 16. Jahrhunderts waren Mitglieder der Familie Wolfskeel eng mit dem Bistum Würzburg verbunden und stellten von 1322 bis 1333 mit Wolfram Wolfskeel von Grumbach, von 1333 bis 1345 mit Otto II. von Wolfskeel und von 1455 bis 1466 mit Johann III. von Grumbach drei Fürstbischöfe von Würzburg.
Zu Beginn des frühen 16. Jahrhunderts fand jedoch eine Wende statt und die Wolfskeel traten mehr und mehr aus dem Umkreis des Bistums Würzburg heraus und banden sich fester an die fränkische Reichsritterschaft, wobei sie sich zuerst dem Ritterkanton Steigerwald und ab 1492 aber dem Ritterkanton Odenwald zurechneten.
Die Familie Wolfskeel nahm Mitte des 16. Jahrhunderts die evangelisch-lutherische Konfession an und behielt sie mit Ausnahme der später ausgestorbenen Rottenbaurer Linie auch durchgehend bis in die Gegenwart. Das Geschlecht der Wolfskeels gründete zahlreiche evangelische Enklaven im katholischen Bistum Würzburg.
Aufgrund des damit verbundenen Ausscheidens aus den meisten Ämtern des Bistums Würzburg begannen die Wolfskeels Karrieren an fremden Fürstenhöfen wie Österreich, Brandenburg-Ansbach, Württemberg, Sachsen-Weimar, Hessen und Wolfenbüttel, wo sie ebenfalls in die höchsten Ämter gelangten.
Mit der Mediatisierung verlor die Familie ihre Reichsunmittelbarkeit. 1819 wurde das Geschlecht im Königreich Bayern in der Freiherrenklasse eingetragen. 1901 wurde Karl Freiherr Wolfskeel von Reichenberg von Prinzregent Luitpold von Bayern in den erblichen Grafenstand erhoben. Der erhöhte Rang wurde nun mit einem zweiten „f“, also „Wolffskeel“ statt „Wolfskeel“ verdeutlicht. Die freiherrliche Linie der Familie erlosch im Mannesstamm im Jahre 1927. Die gräfliche Linie mit Sitz in Uettingen besteht noch heute.
Zum so genannten Wolffskeel’schen Ländle gehörten Reichenberg, Albertshausen, Hattenhausen, Uengershausen, Lindflur, Rottenbauer, Fuchsstadt, Geroldshausen und Uettingen.

## Ausgewählte Persönlichkeiten
- Wolfram Wolfskeel von Grumbach, Fürstbischof von Würzburg von 1322 bis 1333.
- Otto II. von Wolfskeel, Fürstbischof von Würzburg von 1333 bis 1345.
- Julius Friedrich von Wolfskeel (1628–1703), Oberamtmann und seit 1695 als Hofratspräsident im Markgrafentum Brandenburg-Ansbach ranghöchster Hofdiener, überwachte alle Verwaltungs-, Polizei- und Justizangelegenheiten im Fürstentum.
- Johann Christoph von Wolfskeel, Ritterhauptmann des Ritterkantons Odenwald (1686–1694).
- Johann Gottfried Ignaz von Wolfskeel (1693–1779), Würzburger Domherr, Hofkammer- und Hofkriegsratspräsident.
- Christiane Freiin Wolfskeel von Reichenberg, verheiratet mit dem preußischen Justizminister Christoph von Katsch, Oberhofmeisterin der Elisabeth Christine von Braunschweig-Wolfenbüttel-Bevern.
- Christian Freiherr Wolfskeel von Reichenberg (1761–1809), kaiserlich österreichischer Feldmarschallleutnant, Träger des Militär-Maria-Theresien-Ordens.
- Philipp Sigmund Freiherr Wolfskeel von Reichenberg (1762–1828), kaiserlich österreichischer Major, Träger des Militär-Maria-Theresien-Ordens.
- Christian Friedrich Carl Freiherr Wolfskeel von Reichenberg (1763‒1844), ab März 1807 Kanzler der Landesregierung in Weimar.[1]
- Henriette Freiin Wolfskeel von Reichenberg (1776–1859), verehelichte Freifrau von Fritsch, Hofdame der Herzogin Anna Amalia von Sachsen-Weimar-Eisenach, Vertraute Goethes.
- Johann Karl Freiherr Wolfskeel von Reichenberg, Oberleutnant, bayerischer Landtagsabgeordneter (1855–1857).
- Freifrau Caroline Wolfskeel von Reichenberg, stellte das von ihr bewohnte Schloss Uettingen beim Deutschen Krieg im Jahre 1866 als Lazarett zur Verfügung und opferte sich in der Pflege der Verwundeten auf. Sie wurde mit dem Theresienorden und beim Besuch von König Ludwig II. auf Schloss Uettingen mit dem Verdienstorden der Bayerischen Krone ausgezeichnet.
- Karl Graf Wolffskeel von Reichenberg (1847–1919), königlich bayerischer Oberststallmeister, Oberstjägermeister, Generalleutnant à la suite, Kurator König Ottos von Bayern, enger Freund und Berater Prinzregent Luitpolds von Bayern, Begründer der gräflichen Linie.
- Eberhard Graf Wolffskeel von Reichenberg (1875–1954), deutscher Offizier, beteiligt am Völkermord an den Armeniern.
- Luitpold Graf Wolffskeel von Reichenberg (1879–1964), deutscher Offizier, Erster Kommandeur der Bayerischen Luftwaffe, Fliegerpionier.

## Wappen

### Familienwappen
Das Stammwappen zeigt einen nach rechts schreitenden Mohren mit drei roten Rosen in der rechten Hand. Auf dem Helm mit schwarz-goldenen Helmdecken über einem silber (gold) gestulpten Hut ein von Schwarz über Silber schrägrechts geteilter Flug. Weiteres Gestaltungselement ist eine in schwarzer und goldener Farbe gehaltene, geteilte Flagge, belegt mit einem goldenen Reichsapfel.
Das Wappen tauchte nachweisbar erstmals am Grabmal des Würzburger Fürstbischofs Wolfram Wolfskeel von Grumbach (1322–1333) auf. Die ursprüngliche Herkunft bzw. Bedeutung des Wappens ist nicht sicher bekannt. Als am wahrscheinlichsten gilt eine Bezugnahme auf den Heiligen Mauritius, wobei die drei roten Rosen die Dreifaltigkeit Gottes symbolisieren sollen.
Die Grumbacher Linie der Familie Wolfskeel führte das gleiche Wappen, weswegen sich der Wolfskeelsche Mohr auch auf dem von Johann III. von Grumbach in Auftrag gegebenen Fränkischen Herzogsschwert befindet, wobei der Grumbachsche Mohr teilweise nach links, der Wolfskeelsche Mohr überwiegend nach rechts schaut.
Im Wappenbrief von 1901 anlässlich der Erhebung des Freiherren Karl Wolfskeel von Reichenberg in den erblichen Grafenstand wird das gräfliche Wappen wie folgt beschrieben: „In Gold ein halbrechtsgekehrter, schreitender, nackter, schwarzer Mohr mit schwarzen Federhüftschurz, in der Rechten drei goldbesaamte rote Rosen an grünen Stilen haltend. Auf dem Schilde ruht ein goldener Turnierhelm mit schwarz-goldenen Decken, welcher einen hermelingestülpten, schwarzen Turnierhut trägt; der letztere ist bedeckt mit einem geschlossenen, von Schwarz und Silber schräggeteilten Adlersflug und zwischen demselben mit einem schräggestellten, schwarz-gold-geteilten und mit einem goldenen Reichsapfel belegten zweizipfeligen Turnierfähnchen mit goldenem Schaft und silberner Lanzenspitze. Schildhalter sind zwei auswärts gekehrte nackte, schwarze Mohren mit schwarzen Federhüftschürzen und goldenen Stirnspangen, je eine goldene Lanze mit silberner Spitze und roter Quaste haltend. Das ganze Wappen umgibt ein hermelingefütterter purpurner Wappenmantel, welcher oben von einer neunperligen Grafenkrone zusammengehalten wird.“

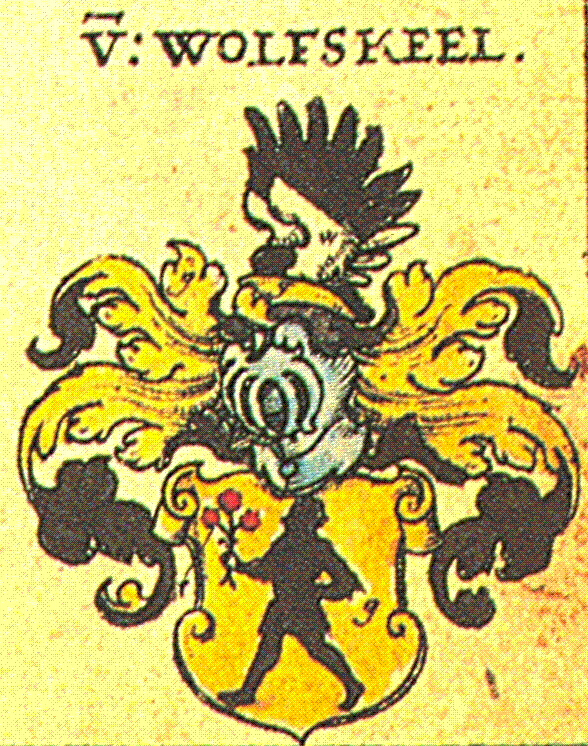
Wappen der Familie Wolfskeel nach Siebmachers Wappenbuch
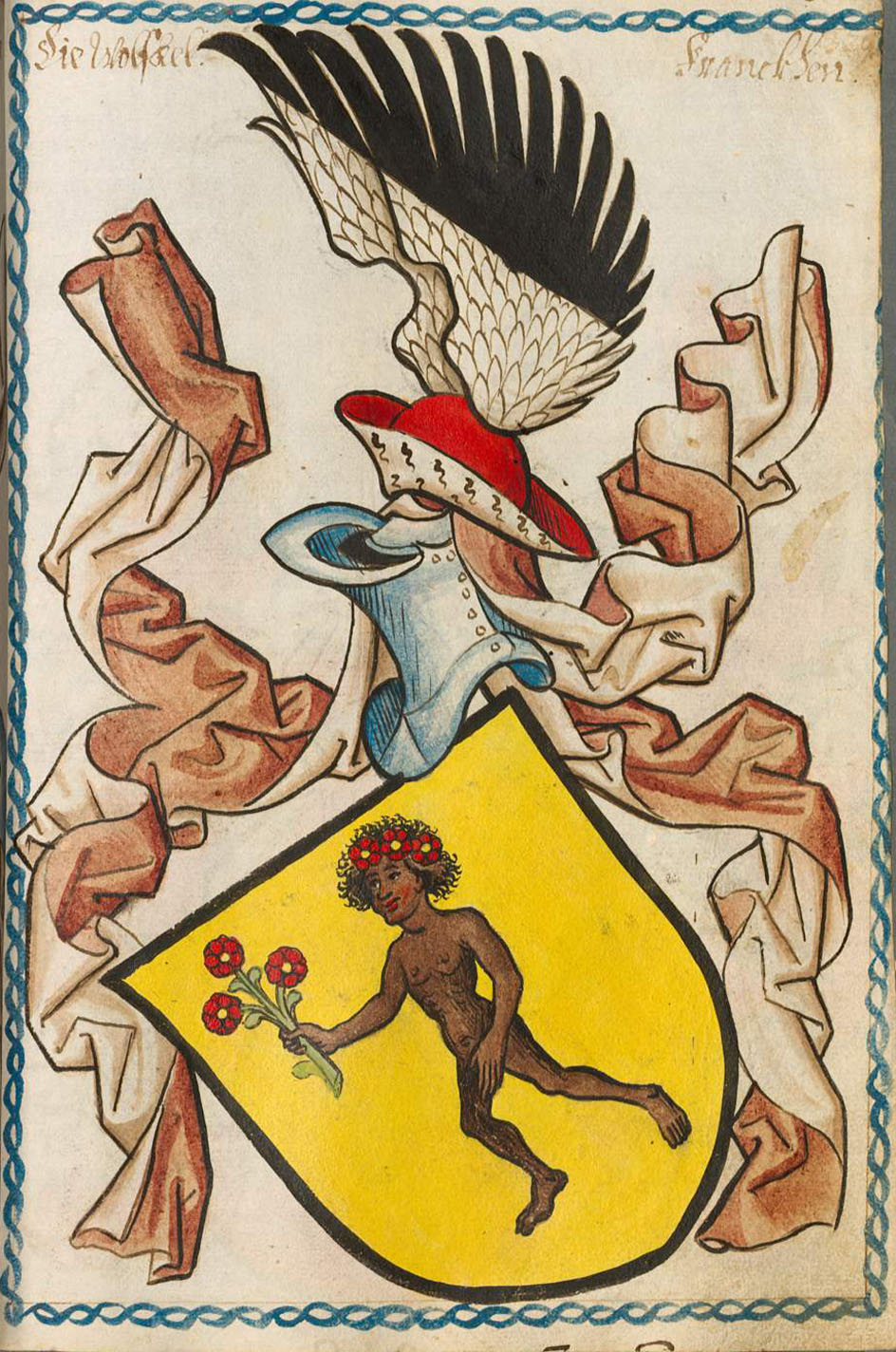
Wappen der Familie Wolfskeel nach dem Scheiblerschen Wappenbuch, untypische Darstellungsweise
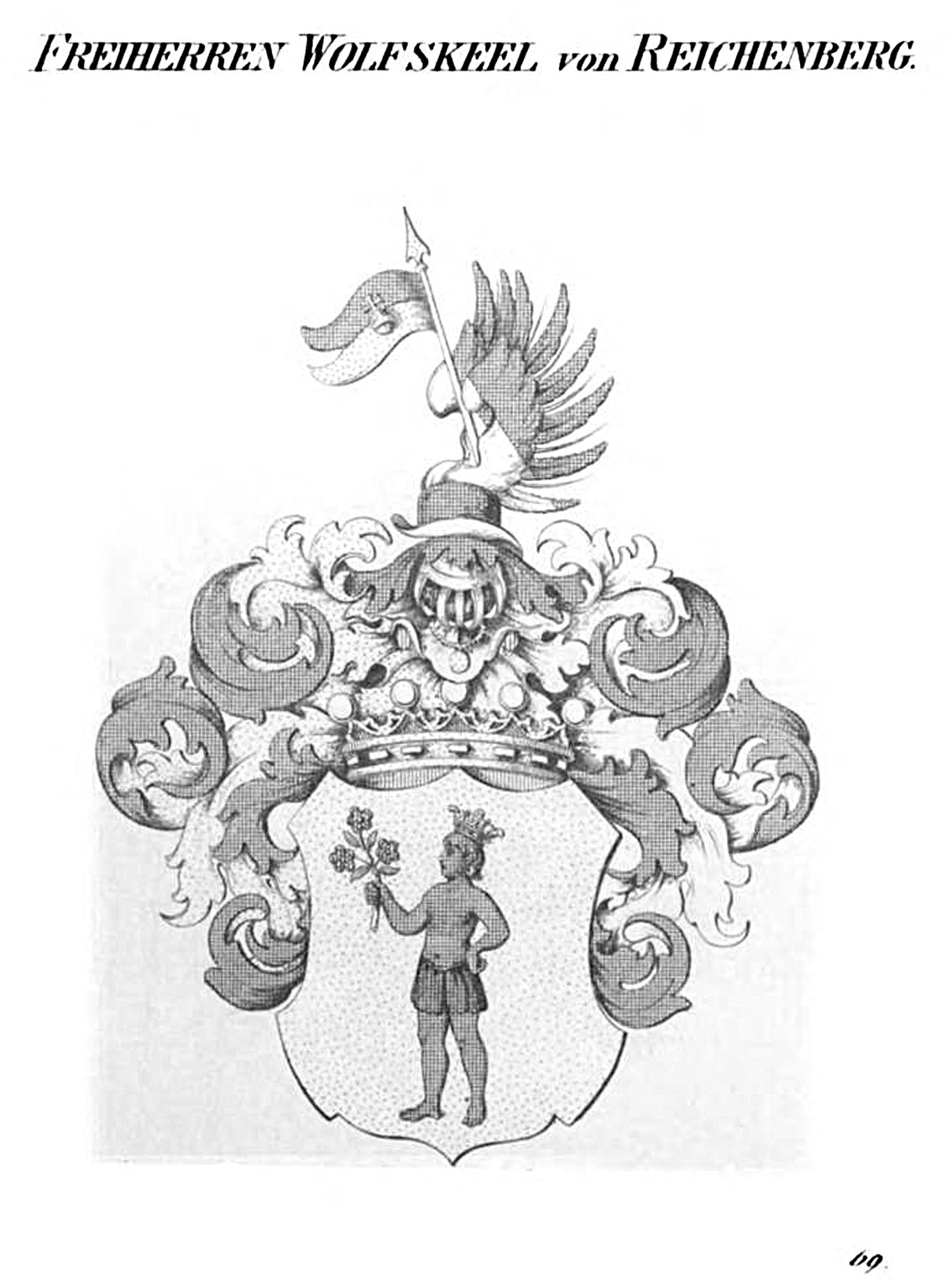
Wappen der Freiherren Wolfskeel nach Tyroffs Wappenbuch der Österreichischen Monarchie
Vollwappen der Grafen Wolffskeel von Reichenberg nach dem Wappenbrief von 1901

### Landkreis- und Gemeindewappen
Das Wappen der Wolfskeel und Grumbach hat Einzug in verschiedene Gemeindewappen gefunden und war bis 1974 auch Bestandteil des Wappens des Landkreises Würzburg.

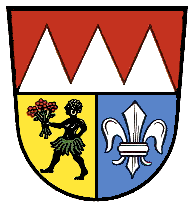
Altes Landkreiswappen Würzburg von 1957 bis 1974
Uettingen
Unterpleichfeld
Reichenberg
Geroldshausen
Rimpar
Lenting

## Ehrungen
Der Wolfskeel´sche Mohr wurde aufgrund der Bedeutung der Familie in das alte Wappen des Landkreises Würzburg aufgenommen. Die 1967 in Würzburg gegründete Wolffskeel-Realschule erhielt ihren Namen, weil die Familie sowohl im Landkreis als auch der Stadt Würzburg bleibende Spuren hinterlassen hat. Auf der Festung Marienberg ist der „Raum Wolfskeel“, in Reichenberg die Wolffskeel-Halle nach der Familie benannt. Darüber hinaus sind mehrere Straßen und Plätze nach der Familie Wolffskeel benannt.

## Nachweise
1. ↑  Weimarisches Wochenblatt vom 28. März 1807, S. 119; Neuer Nekrolog der Deutschen 22. Jg. 1844, Weimar 1846, S. 553f.